# TCP Westwood
TCP Westwood (TCPW) és una modificació només del remitent a TCP New Reno que té com a objectiu gestionar millor les rutes de productes amb retard d'amplada de banda (conductes grans), amb possibles pèrdues de paquets a causa d'errors de transmissió o altres (conductes amb fuites) i amb càrrega dinàmica (tubes dinàmiques).
TCP Westwood es basa en l'extracció del flux ACK per obtenir informació per ajudar-lo a establir millor els paràmetres de control de la congestió: Llindar d'inici lent (ssthresh) i Finestra de congestió (cwin). A TCP Westwood, el remitent estima i utilitza una "Taxa elegible" per actualitzar ssthresh i cwin quan s'indica la pèrdua, o durant la seva fase de "Agile Probing", una modificació proposada a la coneguda fase d'inici lent. A més, s'ha dissenyat un esquema anomenat Detecció de no congestió persistent (PNCD) per detectar la manca persistent de congestió i induir una fase de sondeig àgil per utilitzar ràpidament una gran amplada de banda dinàmica.
Els guanys de rendiment resultants en eficiència, sense un sacrifici indegut d'equitat, amabilitat i estabilitat s'han informat en nombrosos articles que es poden trobar a la pàgina d'inici de TCP WESTWOOD. Es poden obtenir guanys d'eficiència significatius per a grans canonades dinàmiques amb fuites, mantenint l'equitat. Sota un criteri més adequat d'amabilitat, és a dir, "amistat oportunista", es demostra que TCP Westwood té una bona amabilitat i controlable.

## Desenvolupament
La idea principal de Westwood TCP, que és una estimació d'ample de banda d'extrem a extrem per establir finestres de control després de la congestió, va ser proposada per Saverio Mascolo. Va sortir amb la idea després de llegir el capítol sobre el control de la congestió TCP al llibre Data Networks de Larry Peterson. La primera implementació de TCP Westwood a ns2 es va fer a la Universitat de Califòrnia, Los Angeles (UCLA) el 1999. El nom "Westwood" va ser escollit per S. Mascolo com a degut homenatge a la casa de la UCLA on era investigador visitant en aquell moment. Els principals col·laboradors van ser el prof. Mario Gerla, Dr. Claudio Casetti i Dr. Medy Senadidi.

## TCP Westwood plus
TCP Westwood+ és una evolució de TCP Westwood. TCP Westwood+ és una modificació només del remitent de la pila de protocols TCP Reno que optimitza el rendiment del control de la congestió TCP tant a les xarxes sense fil com a les sense fil. TCP Westwood+ es basa en una estimació d'ample de banda d'extrem a extrem per establir la finestra de congestió i el llindar d'inici lent després d'un episodi de congestió, és a dir, després de tres reconeixements duplicats o un temps d'espera. L'ample de banda s'estima mitjançant un filtrat de pas baix correctament la taxa de retorn dels paquets de reconeixement. La raó d'aquesta estratègia és senzilla: a diferència de TCP Reno, que redueix a la meitat la finestra de congestió després de tres ACK duplicats, TCP Westwood+ estableix de manera adaptativa un llindar d'inici lent i una finestra de congestió que té en compte l'ample de banda utilitzat en el moment en què s'experimenta la congestió.. TCP Westwood+ augmenta significativament el rendiment dels enllaços sense fil i la justícia en comparació amb TCP Reno/New Reno a les xarxes cablejades.
Quan Saverio Mascolo va tornar a Itàlia i "la seva evolució de Westwood TCP" es va anomenar Westwood+. La principal novetat de Westwood+ va ser l'algoritme utilitzat per estimar l'ample de banda disponible d'extrem a extrem. De fet, aviat es va descobrir que l'algoritme d'estimació de l'ample de banda de Westwood no funcionava bé en presència de trànsit invers a causa de la compressió d'ack. Aquest fenomen es va explicar en termes d'efectes d'àlies. La nova versió Westwood+ va ser implementada per primera vegada al nucli de Linux 2.2 per Roberto Ferorelli i al nucli de Linux 2.4 i 2.6 per Angelo Dell'Aera, tots dos treballant al Politecnico di Bari com a estudiants de grau el 2003 i el 2004.